# توسيط صامت
توسيط الصامت عند الصرفيين إدخال حرف صامت بين حرفين.

## أمثلة

### عربية
- حنظل، وأصل الكلمة حظل.[1]